# François Stanislas Cloez
François Stanislas Cloez (Ors, Francia, 24 de junio de 1817 – París, Francia, 12 de octubre de 1883), abreviado como F. S. Cloez o S. Cloez fue un químico y farmacéutico francés conocido por ser pionero en el uso de la química analítica durante el siglo XIX. Fue fundador y posterior presidente de la Sociedad de Química de Francia.
En 1851, Cloez co-trabajó con el farmacéutico italiano Stanislao Cannizzaro, para preparar cianamida por la acción de amoníaco en cloruro de cianógeno en una solución etérea.
En los años 1870, comenzó la identificación de los electores de aceites esenciales individuales y su clasificación a grupos según su conveniencia para propósitos medicinales, industriales y  de perfumería. Identificó el principio activo del aceite de eucalipto, el cual llamó eucaliptol o aceite de eucalipto (ahora generalmente conocido como cineol). En su honor se nombró al Eucalipto cloeziana.
Cloez también jugó una función importante en el desarrollo de una teoría sobre el origen de la vida en otro lugar en el Sistema solar.
En 1864, Cloez fue el primer científico en examinar una condrita carbonatada (el meteorito de Orgull, que cayó en el sur de Francia). Cloez concluyó que su contenido parecería  indicar la existencia de sustancias organizadas en cuerpos celestiales.
El meteorito de Orgull resultó ser un bulo, a pesar de que Cloez no era consciente de esto en su época, se descubrió en los años 1960 que el meteorito fue contaminado con una semilla de Juncaceae (juncos). 